# 組曲「ドラゴンクエスト」
『組曲「ドラゴンクエスト」』（くみきょく「ドラゴンクエスト」）は、日本の作曲家であるすぎやまこういちによるファミリーコンピュータ用ロールプレイングゲーム『ドラゴンクエスト』（1986年）のサウンドトラック。英題は『DRAGON QUEST SUITE』（ドラゴンクエスト・スイート）。
1986年10月5日にアポロン音楽工業からリリースされ、作曲と指揮はすぎやま、演奏はNHK交響楽団の選抜メンバーで構成された東京弦楽合奏団、コンサートマスターは徳永二男がそれぞれ務めた。

## 構成
1986年からエニックス（現・スクウェア・エニックス）よりリリースされているコンピュータRPGの『ドラゴンクエストシリーズ』初となるサウンドトラックとして発表され、東京弦楽合奏団の演奏による『オーケストラ ヴァージョン』、ファミリーコンピュータの音源からなる『オリジナル ヴァージョン』、すぎやまの演奏による『シンセサイザー ヴァージョン』の3部構成となっている。

## ディスクジャケット
ディスクジャケットは、『ドラゴンクエスト』のパッケージイラストをアレンジしたものになっている。

## リリース
1986年10月5日にアポロン音楽工業のALTYレーベルからLPレコード、アポロン音楽工業からCTとCDの3形態でリリースされた。いずれも特典として、収録曲の譜面とロゴステッカーがそれぞれ封入されている。

## 記録
1988年の『第30回日本レコード大賞』において、『ドラゴンクエストの世界「ドラゴンクエストII」悪霊の神々』（1987年）と『交響組曲「ドラゴンクエストIII」そして伝説へ…』（1988年）の3作品共に「特別企画賞 新しい子供達の音楽のために」を受賞した。

## 収録曲
| 全作曲・編曲: すぎやまこういち。 |                                    |       |                  |      |
| #                                | タイトル                           | 作詞  | 作曲・編曲       | 時間 |
| 1.                               | 「序曲」(OVERTURE MARCH)           |       | すぎやまこういち | 3:50 |
| 2.                               | 「ラダトーム城」(CHATEAU LADUTORM) |       | すぎやまこういち | 3:45 |
| 3.                               | 「街の人々」(PEOPLE)               |       | すぎやまこういち | 3:35 |
| 4.                               | 「広野を行く」(UNKNOWN WORLD)      |       | すぎやまこういち | 2:45 |
| 5.                               | 「戦闘」(FIGHT)                    |       | すぎやまこういち | 2:03 |
| 6.                               | 「洞窟」(DUNGEON)                  |       | すぎやまこういち | 3:23 |
| 7.                               | 「竜王」(KING DRAGON)              |       | すぎやまこういち | 3:15 |
| 8.                               | 「フィナーレ」(FINALE)             |       | すぎやまこういち | 2:14 |
| 合計時間:                        | 合計時間:                          | 24:50 |                  |      |

| 全作曲・編曲: すぎやまこういち。 |                                                                                                  |       |                  |       |
| #                                | タイトル                                                                                         | 作詞  | 作曲・編曲       | 時間  |
| 1.                               | 「ドラゴンクエスト ゲーム オリジナル サウンド メドレー」(DRAGONQUEST GAME ORIGINAL SOUND MEDLEY) |       | すぎやまこういち | 13:41 |
| 2.                               | 「ドラゴンクエスト オープニングテーマ」(DRAGONQUEST OPENING THEME)                               |       | すぎやまこういち | 1:24  |
| 3.                               | 「ドラゴンクエスト ラダトーム城」(DRAGONQUEST CHATEAU LADUTORM)                                  |       | すぎやまこういち | 1:15  |
| 4.                               | 「ドラゴンクエスト 街の人々」(DRAGONQUEST PEOPLE)                                                |       | すぎやまこういち | 0:54  |
| 5.                               | 「ドラゴンクエスト 広野を行く」(DRAGONQUEST UNKNOWN WORLD)                                       |       | すぎやまこういち | 0:49  |
| 6.                               | 「ドラゴンクエスト 戦闘」(DRAGONQUEST FIGHT)                                                     |       | すぎやまこういち | 0:43  |
| 7.                               | 「ドラゴンクエスト 洞窟」(DRAGONQUEST DUNGEON)                                                   |       | すぎやまこういち | 1:10  |
| 8.                               | 「ドラゴンクエスト 竜王」(DRAGONQUEST KING DRAGON)                                               |       | すぎやまこういち | 1:07  |
| 9.                               | 「ドラゴンクエスト フィナーレ」(DRAGONQUEST FINALE)                                              |       | すぎやまこういち | 2:05  |
| 合計時間:                        | 合計時間:                                                                                        | 23:08 |                  |       |

## クレジット
| 組曲ドラゴンクエスト レコーディング・メンバー 一覧                                        | |
| - ★東京弦楽合奏団(Tokyo Strings Ensemble)+ホーン - 1986年8月7日／レコーディング・メンバー | |
|                                                                                           | |
| 指揮(Conductor)                                                                           | すぎやまこういち Kōichi Sugiyama |
|                                                                                           | |
| ヴァイオリン(Violin)                                                                      | - 徳永二男 Tsugio Tokunaga - 金田幸男 Yukio Kaneda - 大澤浄 Kiyoshi Ōsawa - 斎藤真知亜 Mashia saitō - 村上和邦 Kazukuni Murakami - 蓬田清重 Kiyoshige Yomogida - 田渕彰 Akira Tabichi - 酒井敏彦 Toshihiko Sakai |
|                                                                                           | |
| ヴィオラ(Viola)                                                                           | - 川崎和憲 Kazunori Kawasaki - 梯孝則 Takanori Kakehashi |
|                                                                                           | |
| セロ(Cello)                                                                               | - 徳永兼一郎 Kenichirō Tokunaga - 三谷広樹 Hiroki Mitani |
|                                                                                           | |
| ダブルバス(Double Bass)                                                                   | 西田直史 Naofumi Nishida |
|                                                                                           | |
| ホルン(Horn)                                                                              | - 大野良雄 Yoshio Ōno - 一色隆雄 Takao Isshiki - 渡辺克 Katsu Watanabe - 今井彰 Akira Imai |
|                                                                                           | |
| トランペット(Trumpet)                                                                     | - 関山幸弘 Yukihiro Sekiyama - 祖堅方正 Kazumasa Sogen |
|                                                                                           | |
| パーカッション(Percussion)                                                                | 今村三明 Mitsuaki Imamura |
|                                                                                           | |
| *録音／行方洋一 Yōichi Namekata                                                           | |

### STAFF
| PRODUCER MOMOSUKE TADA              |
| DIRECTOR MASAKATSU KAWAHARA         |
| COMPOSER & ARRANGER KŌICHI SUGIYAMA |
| DESIGN Studio CA.                   |

| SPECIAL THANKS TO |  | - YUKINOBU CHIDA (ENIX) - YASUYUKI SONE (ENIX) - TAKASHI SAKURAI (AIC) - YASUHIRO KISHIMOTO - MASAYOSHI MASUBUCHI - KIYOYASU KOBAYASHI - TOSHIAKI TAKAGI - YOSHIO KOBAYASHI - DAISUKE IKEDA - CREATOR ZERO - BSR JAPAN. |

### RECORDING INSTRUMENTS
| CONSOLE(調整卓) STUDER 961                        |
| MONITOR SPEAKER(モニタースピーカー) JBL 4331      |
| MONITOR AMPLIFIER(モニターアンプ) McINTOSH MC2105 |
| MICROPHONES(マイクロフォン) NEUMANN U-87          |

| DIGITAL RECORDER(デジタル録音機) |  | - DBX 700 - BVU-800DB |

| MASTERING |  | - PCM-1630 - BVU-800-DB - DAE-1100 PCM DIGITAL AUDIO EDITOR. |

### RECORDING DATE
| AUG 3〜6, 1986 AT CREATOR STUDIO |
| AUG 7, 1986 AT VARIO-HALL        |

## リリース日一覧
| No. | リリース日    | レーベル                | 規格 | 規格品番  | 最高順位 | 備考                                | 出典 |
| --- | ------------- | ----------------------- | ---- | --------- | -------- | ----------------------------------- | ---- |
| 1   | 1986年10月5日 | アポロン音楽工業 / ALTY | LP   | AY25-5    |          | - 特典: - 全曲譜面 - ロゴステッカー |      |
| 1   | 1986年10月5日 | アポロン音楽工業        | CT   | KSF-1476  |          | - 特典: - 全曲譜面 - ロゴステッカー |      |
| 1   | 1986年10月5日 | アポロン音楽工業        | CD   | BY30-5121 | [ 1 ]    | - 特典: - 全曲譜面 - ロゴステッカー |      |